# Claudia Pérez
Claudia Adriana Pérez Hernández (Santiago, 11 de septiembre de 1974) es una actriz chilena de teatro, cine y televisión.
Ingresó a estudiar Artes escénicas en la Escuela de Teatro de la Pontificia Universidad Católica de Chile (PUC). Egresó en 1996.

## Filmografía

### Cine
- El fotógrafo (2002)
- Tiempos malos (2008)
- Mansacue (2008)
- Dios me libre (2011)
- Sencillez (2015)
- Joel (2018)
- Un loco matrimonio en cuarentena (2021)
- Papá al rescate (2022)

## Televisión

### Telenovelas
| Año       | Título                   | Personaje                 | Notas             |
| --------- | ------------------------ | ------------------------- | ----------------- |
| 2003      | 16                       | Marcia Azócar             | 2 episodios       |
| 2004-2005 | Ídolos                   | Rosario Palomino          | Secundario        |
| 2005      | Los treinta              | Bárbara Busquets          | Papel coprincipal |
| 2006      | Entre medias             | Paloma San Miguel         | Papel principal   |
| 2006      | Montecristo              | Milena Salcedo            | Secundario        |
| 2012      | Maldita                  | Berta Chahuán             | Secundario        |
| 2013      | Las Vegas                | Mónica Urrejola           | 3 episodios       |
| 2014      | Vuelve temprano          | Loreto Rodríguez          | Secundario        |
| 2014      | No abras la puerta       | Rosario Vega              | Secundario        |
| 2015      | Esa no soy yo            | Antonia Del Mazo          | Antagonista       |
| 2016      | Preciosas                | Ana Cabello "La Cirujano" | 21 episodios      |
| 2019      | Verdades ocultas         | Serafina Leone            | 4 episodios       |
| 2019-2021 | 100 días para enamorarse | Florencia González        | Secundario        |
| 2022      | Pobre novio              | Patricia Pérez            | episodios         |
| 2023-2024 | Como la vida misma       | Kathy López               | Secundario        |
| 2025      | Aguas de oro             | Aurora Pereira            | Secundario        |

### Series y unitarios
| Año       | Título                            | Personaje         | Notas                                    |
| --------- | --------------------------------- | ----------------- | ---------------------------------------- |
| 2002-2006 | La vida es una lotería            | Varios personajes | 4 episodios                              |
| 2003      | Cuentos de mujeres                | Paula             | Papel principal. Episodio: «Paula»       |
| 2004      | JPT: Justicia Para Todos          | Mariela           | 6 episodios                              |
| 2004      | Loco por ti                       | Antonella         | 2 episodios                              |
| 2004-2006 | Tiempo final: en tiempo real      | Jessica / Elena   | 2 episodios                              |
| 2005      | Heredia & Asociados               | Andrea            | Episodio: «El regreso de Rigoletto»      |
| 2006      | Casado con hijos                  | Tamara            |                                          |
| 2008      | Huaiquimán y Tolosa               | Susana            | Episodio: «En las patas de los caballos» |
| 2010      | La Colonia                        | Erna Amunátegui   | Episodio: «La prima»                     |
| 2011      | 12 días que estremecieron a Chile |                   | Episodio: «Chile al desnudo»             |
| 2013      | Chico reality                     | Consuelo Gatica   |                                          |
| 2017      | Vidas en Riesgo                   |                   |                                          |
| 2017      | Irreversible                      | Alicia            | Papel principal. Episodio: «El mandato»  |
| 2020      | Historias de cuarentena           | Sandra            |                                          |

### Programas
- Venga conmigo (Canal 13, 1999-2001)
- Oveja Negra (TVN, 2001)
- Noche de juegos (TVN, 2002-2003)
- Yingo (Chilevisión, 2010-2011), como jurado
- Mi nombre es... VIP (Canal 13, 2012), como Laura Pausini
- Buenos días a todos (TVN, 2014) - Invitada (Con Elenco No abras la puerta)
- Juga2 (TVN, 2014) - Participante
- Año Nuevo 2016 (TVN, 2015-2016) - Animadora
- The covers (Mega, 2021) - Participante

## Teatro
- Divas (1999)
- De perlas y cicatrices (2002)
- Tengo miedo torero (2005)
- La casa de Bernarda Alba (2007)
- Cristal tu corazón (2007)
- La negra Ester (2010)
- Matrimonio: sobrevivientes
- Winnipeg, de los pirineos a los Andes (2012)
- Cienfuegos 39 (2012)
- El empleado del mes (2013)
- Punto ciego, una infancia invisible (2014)
- La ciudad sin ti (2015 a hoy)
- El curioso incidente del perro a medianoche (2016)
- La Prole (2017 a hoy)
- Me cargan los optimistas (2017)
- Reversible (2019 a hoy)
- De uno a diez ¿cuánto me quieres? (2022 y 2023)
- Una comedia súper triste (2023)

## Vídeos musicales
| Año  | Título    | Artista | Dirección          |
| ---- | --------- | ------- | ------------------ |
| 2021 | Valientes | Nicole  | Javiera Eyzaguirre |